# 卡蜜兒·塞拉萊
卡蜜兒·塞拉萊（法語：Camille Razat，1994年3月1日—），法國女演員、模特兒，在Netflix劇集《艾蜜莉在巴黎》中飾Camille所為人認識。

## 外部連結
- 卡蜜兒·塞拉萊在互联网电影资料库（IMDb）上的資料（英文）
- Camille Razat的Instagram帳戶